# سي فور (مادة)
مادة سي فور(بالإنجليزية: C-4) وهي مادة شديدة الانفجار تصنع في المنشئات العسكرية. وهي ذات قدرة واسعة على تدمير الدروع، وحسب الخبراء العسكريين فإن العبوة التي تزن كيلو غرامين من مادة C4 تعادل في حال انفجارها قوة 10 كيلو غرامات من مادة تي إن تي شديدة الانفجار.
وهو مفجر لدن سهل التشكيل له لون رمادى فاتح، يذوب في مادة الأسيتون، ولا ينفجر بالاشتعال وإنما يحتاج إلى مفجر مباشر........ وهو يتكون من أربع مواد: poly Iso Butelene + RDX +TNT + Diethyle hexyl ومن هنا جاءت إضافة رقم 4 لاسمه.